# Thành phố chết
Tôi là huyền thoại (tựa gốc tiếng Anh: I Am Legend) là một tiểu thuyết khoa học giả tưởng của Richard Matheson, kể về người cuối cùng còn sống ở thành phố Los Angeles, California trong tương lai.